# Turów Wieluński
Turów Wieluński – nieczynna wąskotorowa stacja kolejowa w Turowie, w województwie łódzkim, w Polsce.